# 馬戛爾尼使團

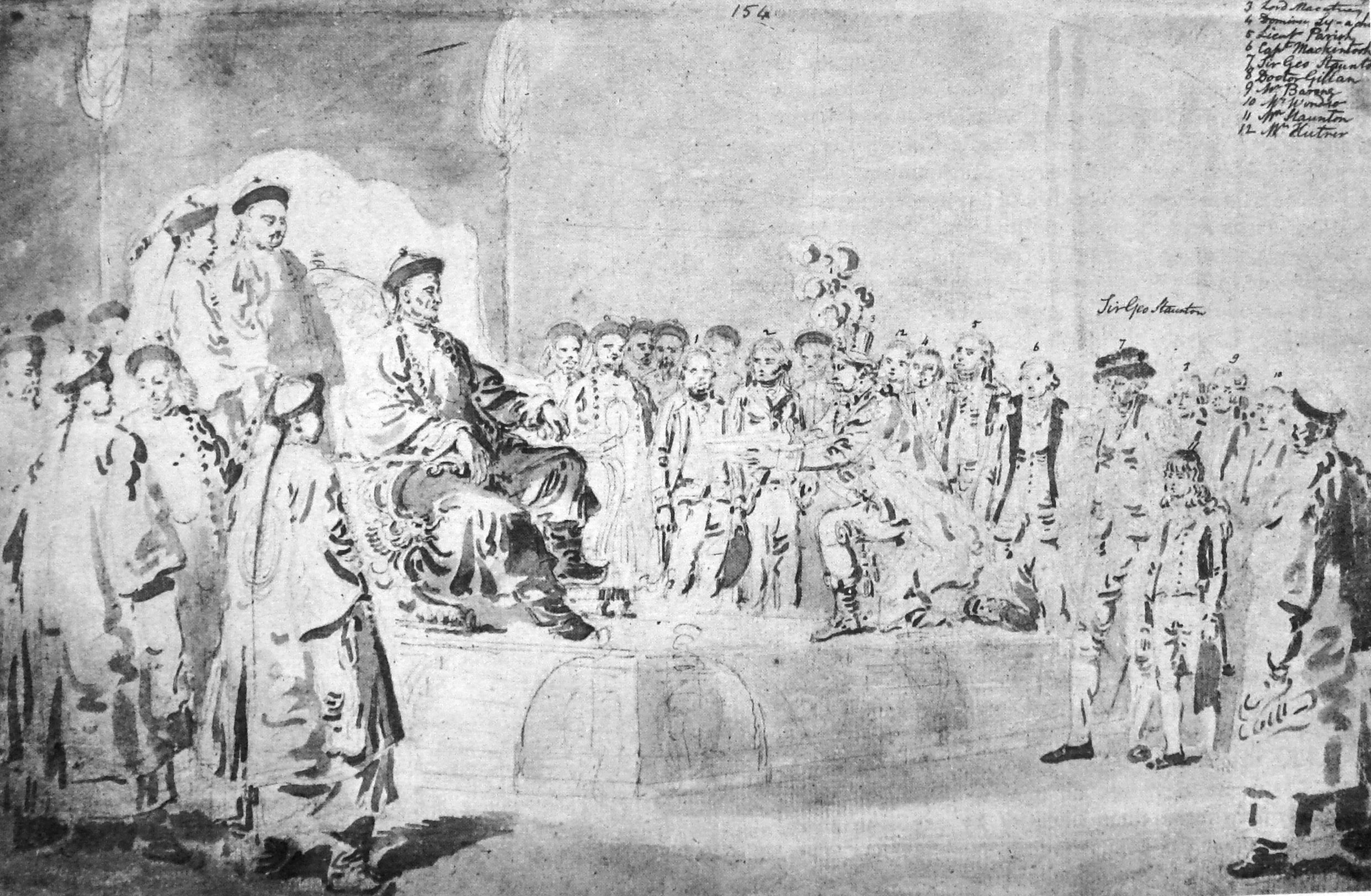
馬戛爾尼覲见乾隆

馬戛爾尼使團（英語：Macartney Embassy）是英国首個派到中国的使團，以其領導者馬戛爾尼伯爵命名，其出使於1792年，並於次年抵華:153。此使團的使命是打開東方與英國之間的貿易，並與中國發展外交關係:153。使團最後成功覲見了當時中國的統治者——清朝乾隆帝，但因覲見禮儀等問題發生爭議，使團的請求被全部拒絕，最後無功而返，是一次徹底的外交失敗:38-40。
馬戛爾尼使團的外交挫敗反映出當時中英兩國的外交觀念存在巨大差距，此後兩國的外交糾紛亦越來越多。:40

## 背景

### 清朝
公元十九世紀以前，中西沒有邦交，其原因有二:2。在經濟層面，中國地大物博，農業社會自給自足，對外通商只是「嘉惠遠人」、用以羈縻懷柔的政策；加上中西相隔遙遠、交通不便，因此商業發展不大:2。在政治層面，中國自視為天朝上國（宗主國），視外國為蠻夷（藩屬國），認爲洋人到來都是傾心慕化和納貢稱臣；其時中國不承認他國的平等地位，把來華的西洋人當作琉球人、高麗人看待，外人到來必須尊中國為上國並以藩屬自居。當時中國認爲沒有聯絡外邦的必要，並無「外交」的觀念，對外只有「剿夷」和「撫夷」兩種政策，這個體統和儀式問題就成爲邦交的大阻礙:2。
自1759年（乾隆二十四年）起，廣州是唯一通商口岸，對於外商的限制更嚴，勒索更重，令外商更爲不滿:37。以往廣州有「稽查管束夷人條例」，至此兩廣總督再訂立《防範外夷規條》五事，主要用意在於制止外人與人民往來:37，內容包括嚴禁外商在廣州過冬、外商必須居於商館等:37。此後清政府對規條進行了多次增補，如規定外人不得坐轎、不得學習中文，外國婦女不得進入廣州等:148。除來華貿易外，規定武器、米糧、硝磺、鐵鍋、廢鐵和各種鐵器都不准出口，蠶絲、綢緞也有出口數量規定。
1760年（乾隆二十五年），清政府恢復公行制度。公行專辦對外貿易，對外商嚴加限制，不准外商與清朝官員直接接觸，指定須由公行與外商聯繫，使公行成為外商與中國官府聯繫的中介。此外，行商税吏巧立名目，額外費用多達60多種，引起外商不滿，並助長了走私風氣。加上「一口通商」令原本產於江蘇、浙江、福建等地的生絲和茶葉全須運往廣州，造成運輸費用劇增和茶葉變質的問題，這都讓外商更爲不滿。

### 英國
馬戛爾尼啟航前，近乎瘋狂的“中國熱”在歐洲已經風行百年。在一百多年的“中國熱”期間，歐洲社會各界熱衷於模仿中國的藝術風格和生活習俗，以致形成一種被稱為“漢風”（Chinoiserie）的時尚。這種時尚直接導致了絲綢、瓷器、茶葉等中國商品的大量湧入。這也讓當時從事中歐貿易的商人們大發橫財。到1692年時，成立不過90年的荷蘭東印度公司贏利總額已超過1億法鎊。巨大的商業利益強烈地吸引著日漸強大的大英帝國。
洪任輝事件發生以後，廣州外商所受的壓迫更甚，糾紛更多:38；1784年「赫符斯號(Lady Hughes)」炮手處死案使得外國人的不安全感達到頂點，也加劇了其對廣州貿易體系的普遍不滿情緒:151:38。當時歐洲人視乾隆皇帝爲一個模範的開明君主:5；英國人認爲，在廣州的諸多弊端陋習並不爲清廷所知，爲了減少摩擦、發展貿易，並通過直接接觸中國中央政權以令中英外交關係正常化，英國決定向中國派遣一個官方使團:152。
1787年（乾隆五十二年），英國派出以查爾斯·艾倫·卡斯卡特為正使的使團訪華，是英國政府第一次遣使來華，目的是擴大對華貿易，增開通商口岸。此次出使因卡斯卡特在來華途中病逝而夭折。1792年（乾隆五十七年）農曆十月，英國商人波朗、亞免、質臣等來廣州，奉國王喬治三世命向廣東總督報告說：「因前年大皇帝萬壽未申祝厘，今遣使臣馬加爾尼等將由天津入貢。」總督郭世勳轉奏乾隆帝，乾隆帝諭「准其所請」。

## 經過

### 出發
1792年9月26日，英国政府正式任命曾出使俄國並擔任過印度孟加拉長官的喬治·馬戛爾尼（George Macartney）为正使，乔治·司当东（George Thomas Staunton）为副使:39，以贺乾隆帝八十大寿为名，由朴茨茅斯港出使中国。
这个使团由三艘船构成，分别是皇家海军64门火炮的狮子号、英國东印度公司的1200吨三桅帆船印度斯坦号和两桅杆帆船杰克号，这是西欧国家首次向中国派出正式使节。使團隨員80餘人，包括天文數學家、藝術家、醫生，和700名水手，費用歸東印度公司負擔:39。所攜「貢品」，約值15,000餘英鎊，內有天文、地理儀器、圖書、毯氈、軍用品、車輛、船式，總計600箱，俱為用心選購，以表示英國之文明:39。
英國政府給馬戛爾尼的訓令要他竭力遷就中國的禮俗，惟必須表示中英的平等:5。

### 抵達中國
1793年（乾隆五十八年）6月19日，使團船隊抵達廣州，隨後使團經舟山和大沽一路北上:154。乾隆皇帝對第一個英國「朝貢」使團因爲傾慕天朝並前來恭賀他的壽辰，感到十分欣慰，於7月24日和8月1日兩次發出上諭，下令要體面地、不卑不亢地接待該使團，以顯示天朝的懷柔之恩:154。但後來乾隆帝對馬加爾尼自稱「欽差」感到不悅，於8月6日下旨，按照禮儀馬加爾尼應該稱「貢使」:88。使團在天津受到熱情款待，一眾車馬裝載著600箱禮品，浩浩蕩蕩地運往北京；雖然馬戛爾尼的座船上被插上「𠸄咭唎貢使」字樣的小旗，但他卻決定不作抗議:154。8月，馬戛爾尼一行抵達北京:39。馬戛爾尼在頤和園下榻5天之久，隨後於9月2日前往北京以北約一百英里處、長城外的熱河（今承德市），乾隆帝正在那裏避暑:154。
當乾隆帝聽到馬戛爾尼不願行磕頭禮的消息時，他不免感到不悅:154。8月14日，乾隆發出上諭，宣稱所有到天朝進貢者都要行三跪九叩之禮，即便國王親自到訪，也一律行此禮:154。後來，英國使團有條件地答應，條件為將來中國派使團到倫敦時亦須向英王行跪拜禮，或是中國官員向使團所帶來的英王畫像行跪拜禮，但清廷官員拒絕接受:5。最後，乾隆帝在情緒頗佳時做出了讓步，同意馬戛爾尼在覲見時如其向英王般單膝下跪，但免去吻手禮:155。

### 覲見乾隆帝

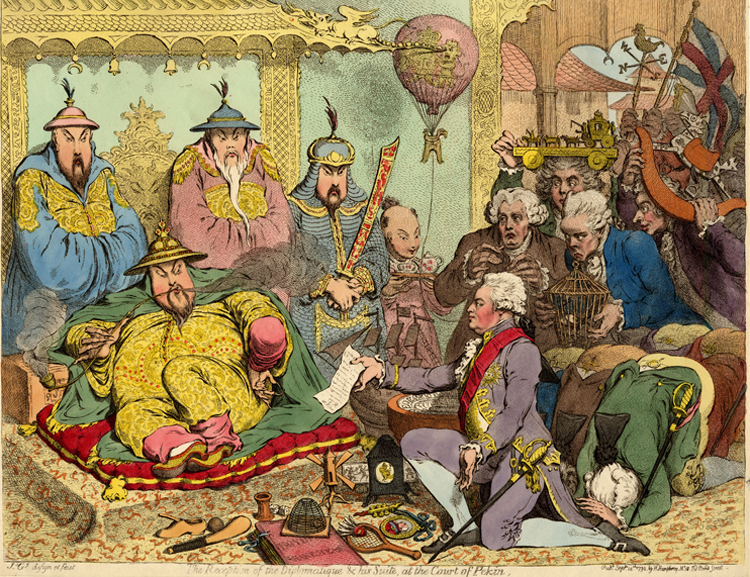
詹姆斯·吉尔雷所绘此事漫画

9月14日（八月初十），乾隆帝正式接见使团:155。馬戛爾尼與斯當東盛裝出席，他們行了事先談妥的修訂禮儀——單膝下跪——儘管日後中國方面的記載毫無根據地稱，馬戛爾尼在皇上駕臨之際惶恐萬狀，「身不由己地雙膝跪下」:155。行禮過後，馬戛爾尼親手將英國國王的國書呈遞給乾隆帝:155-156。
隨後，英国使团向清政府赠送了一批国礼，其中包括：前膛枪等武器、望远镜、地球仪等天文学仪器、钟表和一艘英国最先进的110门炮舰模型。對於英國人在大型禮物上的擺譜，清廷工匠、官員認為天球、地球之類的與清宮所陳列者並無差別，而裝飾反而不如中國，玻璃掛燈也與圓明園中者無異，所謂需要專人裝配的鐘錶，其方法「並無（早前所宣稱般）奇巧」，和北京城內鐘錶匠的作法相同。乾隆在看到禮物之後，覺得英使不過是誇大其詞，因為「所稱奇異之物，只覺視等平常耳」，馬加爾尼本人也驚嘆清朝宫中的物品不输於訪華團從英国送來的禮物。

中英雙方交換禮品後，乾隆帝設宴款待使團。離席後，乾隆帝親自賦詩一首，以記錄此盛事：:156
博都雅昔修職貢，𠸄咭唎今效藎誠。
豎亥橫章輸近步，祖功宗德逮遙瀛。
視如常卻心嘉篤，不貴異聽物詡精。
懷遠薄來而厚往，衷深保泰以持盈。——清高宗弘曆《紅毛𠸄咭唎國王差使臣嗎嘎爾呢貢至詩以誌事》

### 請求遭駁
9月26日，使團返回北京:156。筋疲力盡的馬戛爾尼正飽受風濕病痛的折磨，他再三試圖與軍機大臣和珅就拓展商務和交換使節等事宜開始談判，和珅起初不作答覆，後來他含糊地指出，英國使節應該將其寫成備忘錄呈上:156-157。馬戛爾尼隨即在10月3日以英王陛下的名義呈送了一份照會:157，請求：
1. 將貿易擴展到舟山、寧波和天津；
2. 依照俄羅斯人之先例，允許英商在北京設立貨棧，以銷售貨物；
3. 在舟山附近指定一座小島供英商居住、存貨和停泊船隻；
4. 在廣州附近指定一小塊地供英商居住，並允許其自由來往廣州和澳門；
5. 取消或降低廣州與澳門之間的關稅；
6. 明確訂定並公開英商應繳的稅額，不另加徵收。[1]:157

其後，軍機大臣和珅將乾隆皇帝致英王喬治三世(King George III)的敕書和禮物發給馬戛爾尼，含有逐客之意:39。敕諭的措辭全是上國口吻:39。乾隆皇帝在第一份日期爲10月3日的敕諭中宣稱，雖然中國甚爲嘉許英國「傾心向化」、遣使前來的恭順之誠，但無法滿足英方派代表來北京居住的請求，理由是「與天朝禮制不合」:157-159；並在結尾傲慢地聲稱：「爾國王惟當善體朕意，益勵款誠，永矢恭順，以保義爾有邦，共享太平之福。」而在另一份單獨給英王的敕書中，乾隆帝駁回了馬戛爾尼的全部六項請求，稱這些請求是不可行的且不會產生什麼好的結果:158。節錄如下：
天朝物產豐盈，無所不有，原不藉外夷貨物以通有無……今爾使臣於定例之外，多有陳乞，大乖仰體天朝加惠遠人、撫育四夷之道。
最後，乾隆告誡英王，如果英船駛至浙江、天津，清朝必定驅逐:39。

### 離開中國

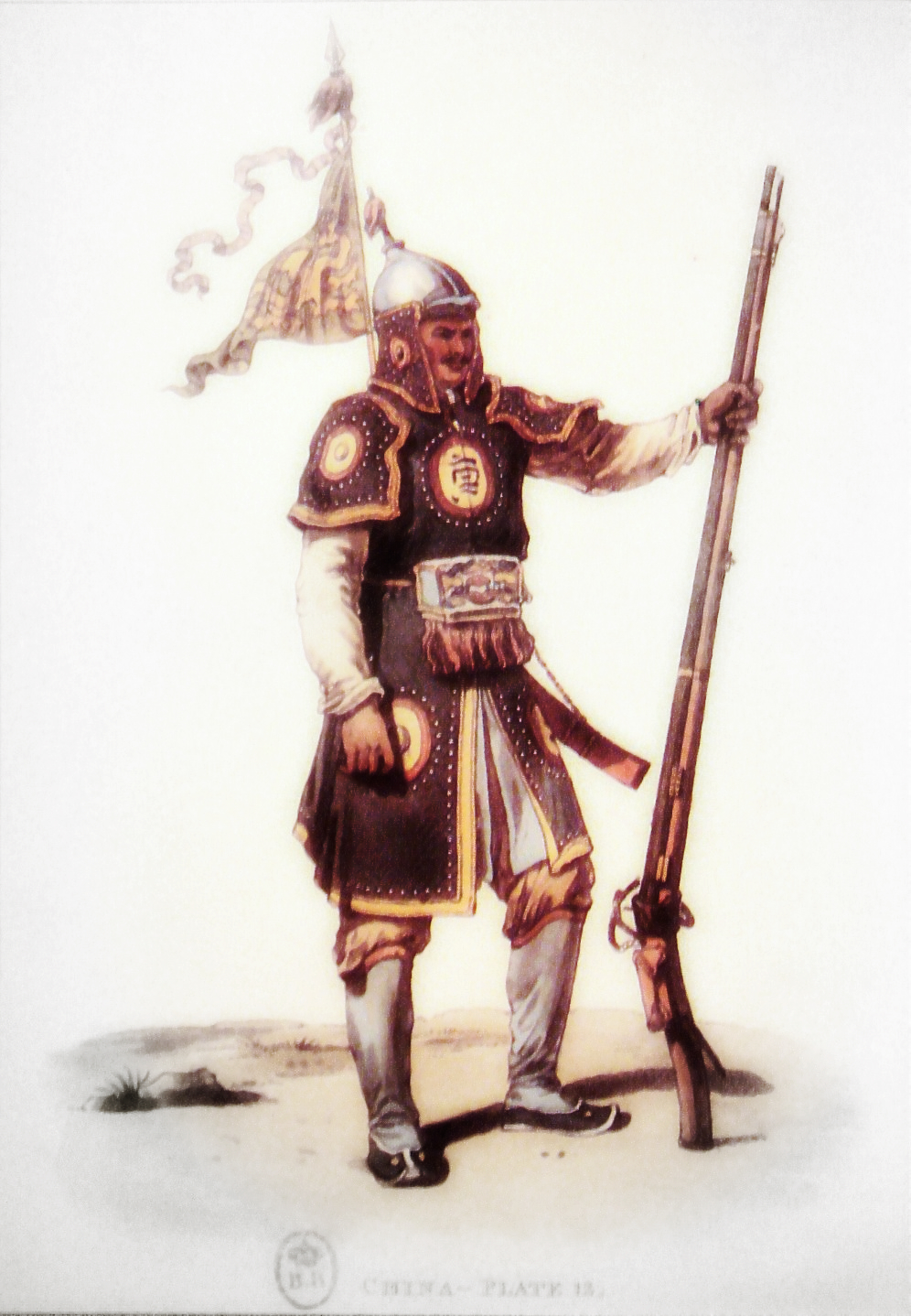
中國士兵，亞歷山大繪。

清廷認爲外交談判是完全不適宜的，急於讓馬戛爾尼使團在10月9日前離開北京:157。

使团离开北京後，经京杭大运河往杭州等地参观。在游历了中国东部之后，11月9日，使团抵达杭州，12月9日抵达广州，两广总督覺羅長麟在广州送行。之后，使团在澳门停留了一段时间，并于1794年3月17日离开中国，9月6日回到英国朴次茅斯军港。馬戛爾尼的隨員安德遜說：
|  | 我們的整個故事只有三句話：我們進入北京時像乞丐；在那里居留時像囚犯；離開時則像小偷。 |

這次耗費了英國人78,522英鎊的使命，以徹底失敗告終:159。不過，馬戛爾尼在中國五個多月，接觸不少中央、地方官員，見聞了不少政治、軍事、社會實情，深感中國人的知識淺陋，官吏貪污，人民困苦，武備廢弛，一切虛有其表:40。馬戛爾尼和他的随从团员撰写了大量的回忆录，成为了欧洲研究清朝的珍贵资料；隨同使團出訪的畫家威廉·亚历山大，也留下許多18世紀中國的紀錄。

馬戛爾尼在总结自己失败的原因时，他认为是翻译水準过低导致的。對於中國，馬戛爾尼得出結論稱，清朝「不過是一個泥足巨人，只要輕輕一抵就可以把他打倒在地」:37，馬戛爾尼同時指出：
|  | 清政府的政策跟自負有關，它想凌駕於各國之上，但目光如豆，只知道防止人民智力進步……當我們每天都在藝術和科學領域前進時，他們實際上正在變為半野蠻人。:37 |

## 後續

### 外交困境
天朝撫有四海…奇珍異寶並無貴重，爾國王此次裔進各物，念其誠心逮獻，特諭該管衙門收納，其實天朝…種種貴重之物，梯航畢集，無所不有…然從不貴奇巧，並無更需爾國製辦物件。
 — 乾隆帝， 賜英吉利國敕書， 《清朝柔遠記》
馬戛爾尼使團歸國後，乾隆皇帝又傳國書給英王喬治三世，更加深入地解釋了中國拒絕馬加爾尼一系列通商请求的原因。但這封信仍將英國人視之為「外夷」，而其最後一句話命令英王「凛遵毋忽」，更把英國當成了中國藩屬。兩年後，英王喬治三世致信乾隆皇帝說，希望「相依相交，公平恩待」，乾隆皇帝的回答是要他「益利盡誠，永承恩眷」，可見中英雙方在外交觀念上南轅北轍。:40

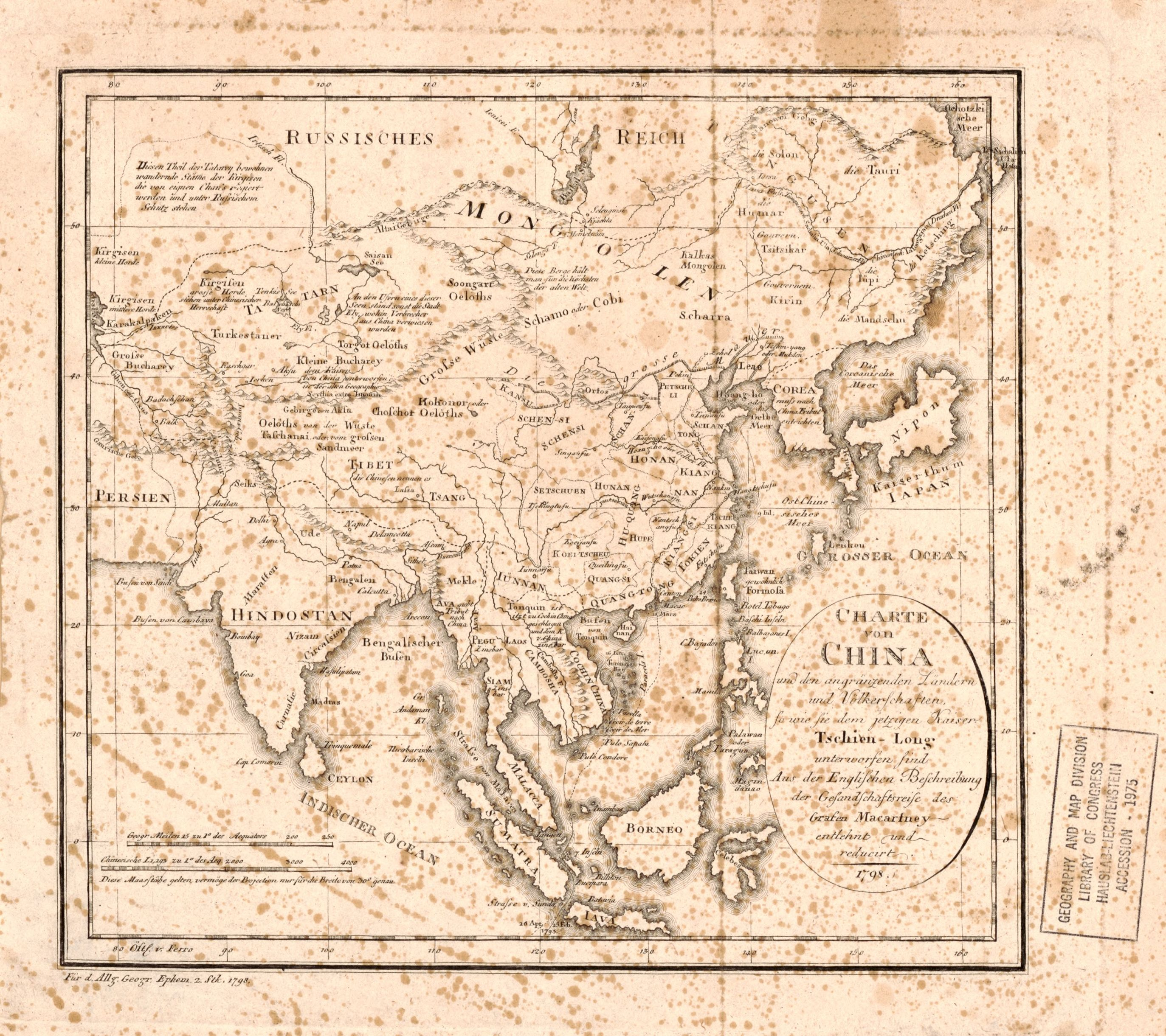
從進獻給乾隆帝的地圖衍生的中國地圖，1798年

馬戛爾尼失敗後仍堅持認爲中國政府並不拒絕對外交往，他極力推薦斯當東再次出使中國，但隨著斯當東的突然癱瘓及隨後在1801年的去世，使得這一計劃被擱置:159。由於缺乏率領使團的合適人選，加上英國被捲入拿破侖戰爭，使得所有的訪華行動被無限期拖延:160。直到1815年維也納會議後，歐洲恢復和平，英國決定再派使團出使中國，人選為阿美士德（Lord Amherst）:160，其主要使命是確定英國東印度公司在廣州權益、中國不得任意停止貿易、英人得自由與華商買賣、推廣口岸等:41。
1816年（嘉慶二十一年），阿美士德使團抵達天津，跪叩禮節問題隨之而來:20。嘉慶皇帝認為英使拒行此禮，是存心違抗，必須預行演習，否則不准瞻覲:20。阿美士德被帶至圓明園宮門附近，仍拒行三跪九叩之禮；嘉慶皇帝認爲「中國為天下共主，豈能如此侮慢倨傲？」，立即下令將阿美士德使團驅逐出國:39。
隨著馬戛爾尼與阿美士德兩次旨在和平談判的努力都以失敗告終，英國既不能放棄對華貿易，也無法服從中國的對待，只剩下武力改變現狀的選擇:162；另一邊廂，自視爲天下共主的清朝也對英國使團的大不敬感到難以容忍，嘉慶皇帝甚至有意中斷與英國的貿易和來往:162。結果，中英兩國的外交衝突愈演愈烈，為鴉片戰爭埋下伏線:162。

### 叩頭文化
馬戛爾尼使團被要求叩頭覲見乾隆皇帝，後來英國人將「叩頭」音譯成英語的「kowtow」，視其為中國「傲慢與固執」的極端象徵。18世紀後期，來華貿易的其他西方國家也越發抵制叩頭。第六任美國總統約翰·昆西·亞當斯（John Quincy Adams）更認為，鴉片戰爭的導火線不是鴉片，而是叩頭。

## 評價
現代研究指出，雖然信中表現出妄自尊大的一面，但往往斷章獨引「天朝物产丰盈，无所不有，原不藉外夷货物以通有无」這句話證明清朝「閉關鎖國」。另外，清廷限制英國只能在廣州一口通商，是為了防止澳門被霸佔的情況重演，一些國家仍然可到四口通商。
美國東亞史學家歐立德指出，乾隆不僅熟悉西方地理，同時也清楚歐洲法、俄兩國內部的情勢，他認為乾隆是故意展現他對遠方的英國感到興致缺缺，因為在當時清朝整體來說是一個和平且富有的國家，乾隆皇帝一方面年事已高，心有餘而力不足，此外似乎也沒有迫切的需要去了解西方。清朝政府也認識到英國在印度與廣州的勢力，只是受限於不同語言的信息在中譯上的整合有困難，以及清朝邊疆政策較為分權化的限制等等，因此清朝對英國的認識仍屬有限，但並非如過去所想的對外界一無所知。
法蘭西學術院院士阿兰·佩雷菲特認為馬加爾尼使團充分顯示了先進社會與傳統社會的衝突，而雙方都認為自己是世界上最文明的社會。:17